# Défice público
O déficit público ou défice público, em macroeconomia, ocorre quando o valor das despesas de um governo é maior que as suas receitas . Normalmente o valor do déficit público é expresso em percentagem sobre o PIB do país , permitindo a comparação entre países e a avaliação do excesso de despesa de cada país em relação ao valor da produção.
A equação que define o déficit publico é a seguinte:
Déficit público é igual a variação da dívida do governo + variação do valor dos ativos + variação da moeda.
- A variação da dívida do governo é equivalente ao gasto público menos a receita pública (cuja fonte principal é geralmente a arrecadação de tributos).

- A variação dos ativos expressa as compras e vendas de ativos pelo governo.
- A variação da moeda refere-se à variação de Base monetária (M1).

Sendo assim, se 
Déficit público < 0 
então, a política fiscal é contracionista. 
Caso contrário, se
Déficit público > 0
então a política fiscal é expansionista.
O déficit público pode ser caracterizado 
- como déficit primário (DP), quando as despesas com juros e correção monetária são excluídas do cálculo do déficit;
- como déficit operacional (DO), quando somente as despesas com correção monetária (CM) e cambial são excluídas do cálculo;
- como  déficit nominal (DN) quando as despesas com juros (JD) e correção monetária são consideradas no cálculo do déficit.